# هيو والبول
هيو والبول (بالإنجليزية: Hugh Walpole) (13 مارس 1884، أوكلاند في نيوزيلندا - 1 يونيو 1941، لندن في المملكة المتحدة)؛ كاتِب، سيناريست وروائي بريطاني. درس في كلية ايمانويل، كامبريدج.

## روابط خارجية
- هيو والبول على موقع IMDb (الإنجليزية)
- هيو والبول على موقع الموسوعة البريطانية (الإنجليزية)
- هيو والبول على موقع أول موفي (الإنجليزية)
- هيو والبول على موقع قاعدة بيانات برودواي على الإنترنت (الإنجليزية)
- هيو والبول على موقع قاعدة بيانات الفيلم (الإنجليزية)
- هيو والبول على موقع أوليمبيديا (الإنجليزية)